# Alberto Suárez Inda

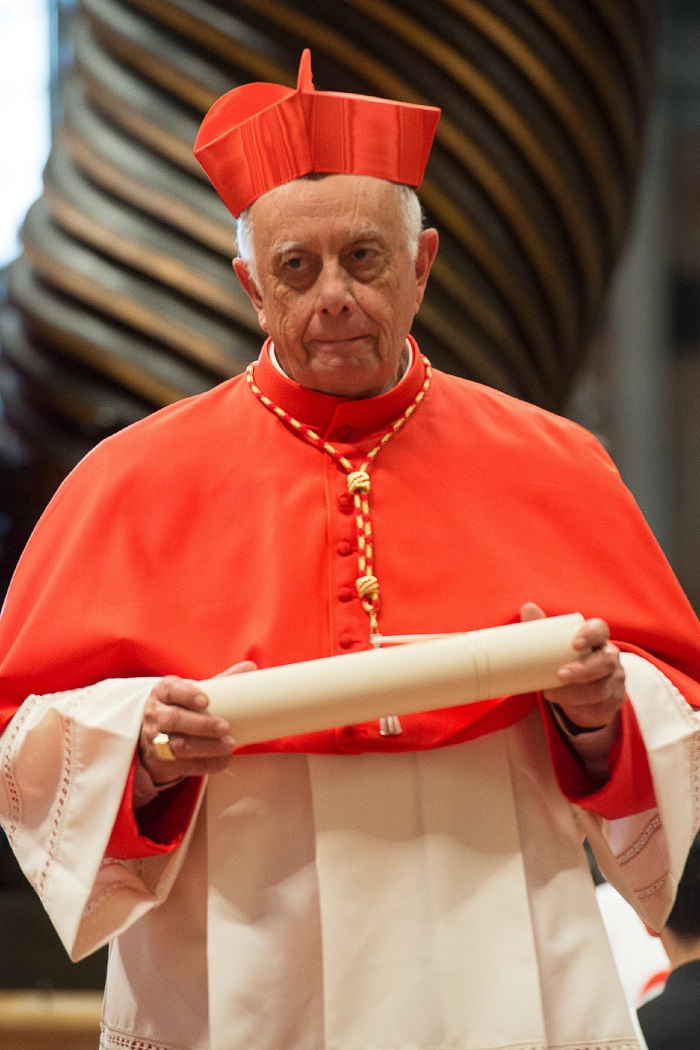
Alberto Kardinal Suárez Inda (2015)

Kardinalswappen von Alberto Suárez Inda

Alberto Kardinal Suárez Inda (* 30. Januar 1939 in Celaya, Mexiko) ist ein mexikanischer Geistlicher und emeritierter römisch-katholischer Erzbischof von Morelia.

## Leben
Alberto Suárez Inda studierte ab 1953 im Priesterseminar von Morelia und ging 1958 nach Rom, um seine Studien an der Päpstlichen Universität Gregoriana fortzusetzen. Schließlich empfing am 8. August 1964 das Sakrament der Priesterweihe für das Erzbistum Morelia. Seit 1973 gehörte er zum Klerus des neugeschaffenen Bistums Celaya. Dort wirkte er von 1974 bis 1985 als Rektor des Knabenseminars.
Am 5. November 1985 ernannte ihn Papst Johannes Paul II. zum Bischof von Tacámbaro. Der Apostolische Nuntius in Mexiko, Erzbischof Girolamo Prigione, spendete ihm am 20. Dezember desselben Jahres die Bischofsweihe; Mitkonsekratoren waren der Erzbischof von Morelia, Estanislao Alcaraz y Figueroa, und der Koadjutorbischof von Torreón, Luis Morales Reyes.
Am 20. Januar 1995 ernannte ihn Johannes Paul II. zum Erzbischof von Morelia. Die Amtseinführung fand am 24. Februar 1995 statt. 2004 wurde Suárez Vizepräsident der mexikanischen Bischofskonferenz, was er bis 2009 blieb.
Im feierlichen Konsistorium vom 14. Februar 2015 nahm ihn Papst Franziskus als Kardinalpriester mit der Titelkirche San Policarpo in das Kardinalskollegium auf. Kardinal Suárez Inda war Mitglied der 14. ordentlichen Vollversammlung der Bischofssynode im Oktober 2015. Am 5. November 2016 nahm Papst Franziskus seinen altersbedingten Rücktritt vom Amt des Erzbischofs von Morelia an.

## Mitgliedschaften
Kardinal Suárez Inda ist Mitglied folgender Organisationen der Römischen Kurie:
- Kongregation für den Klerus (seit 2015)[4]
- Päpstlicher Rat für Gerechtigkeit und Frieden (seit 2015)[4]